# Malvastrum hispidum
Malvastrum hispidum är en malvaväxtart som beskrevs av Bénédict Pierre Georges Hochreutiner. Malvastrum hispidum ingår i släktet Malvastrum och familjen malvaväxter. Inga underarter finns listade i Catalogue of Life.